# John Steppling (dramaturge)
 (avril 2020).
John Steppling, né le 18 juin 1951 à Burbank, Californie, est un dramaturge, scénariste et professeur américain. Les pièces de Steppling sont produites aux États-Unis et en Europe. Il reçoit plusieurs bourses de la Fondation Rockefeller et du National Endowment for the Arts, une pension de résident à la MacDowell Colony et des récompenses pour son œuvre théâtrale de la part de PEN-West, LA Weekly et Drama-Logue. L'influence de Steppling est reconnue par des dramaturges des années 1980 tels que Jon Robin Baitz, Marlene Mayer, Kelly Stuart et Michael Sargent.

## Enfance et jeunesse
Né à Burbank, Steppling est élevé à Hollywood et étudie à l'Hollywood High School. Sa mère était une ancienne reine de beauté convertie en bookmaker, souffrant d'alcoolisme. Son père, Carl Steppling, était acteur à temps partiel et costumier dans le théâtre communautaire. Son grand-père, John Steppling, était acteur de films muets, apparaissant dans de nombreux films de The Essanay Film Manufacturing Company.
Steppling a reconnu l'influence qu'ont eu sur son œuvre les déménagements successifs de son enfance dans divers quartiers de Los Angeles au sein d'une famille en contact avec l'industrie cinématographique, en particulier sur The Dream Coast. Les expériences vécues à Los Angeles avec son « côté sordide », ont influencé les personnages de ses pièces, faisant souvent intervenir les marginalisés de la société américaine[réf. nécessaire].

## Années 1970
L'intérêt de Steppling pour le théâtre fait suite à la performance de son cousin Jim Storm dans un théâtre Off-Off-Broadway des années 1970, alors qu'il assiste à la première de The Mad Dog Blues de Sam Shepard en 1971. Lors de son passage à New York, Steppling fréquente les milieux entourant le groupe Theater Genesis.
Retournant à Los Angeles, Steppling devient membre fondateur du Padua Hills Playwrights' Workshop and Festival en 1978 avec Murray Mednick et Sam Shepard.

## Années 1980
Dans les années 1980, Steppling écrit les pièces Neck, Eddie Cottrel at the Piano, Close, The Shaper et The Dream Coast. Certaines de ses pièces sont sponsorisées par le Mark Taper Forum.
The Shaper (1984) est choisi pour le Humana Festival of New American Plays à Louisville (Kentucky) et est nommé au prix Pulitzer.
Steppling travaille aussi pour Hollywood, en adaptant notamment le roman Paiement cash d'Elmore Leonard, pour le réalisateur John Frankenheimer. Le jour de la sortie de la pièce Paiement cash en 1986, The Dream Coast, inspiré par le père de Steppling et ses amis travaillant aux abords de l'industrie cinématographique, ouvre au Taper, Too. La pièce est publiée dans West Coast Plays l'année suivante.
Robert Egan, ex-directeur de production et artistique du Mark Taper Forum, s'intéresse au travail de Steppling, malgré un ton pessimiste et une esthétique considérés comme inadaptés à la scène principale du Taper. De nombreuses œuvres du dramaturge sont ainsi développées par le nouveau programme du Taper dénommé the Taper, Too.
C'est à cette époque que le mot « Stepplingesque » apparait dans le monde du théâtre de Los Angeles. À la fin des années 1980, le critique Robert Koehler du Los Angeles Times note la réputation grandissante de Steppling en le décrivant comme le potentiellement « plus pure et fin poète de la scène que Los Angeles ait produit dans cette génération ».
Steppling fonde la troupe de théâtre Heliogabalus en 1987. Une de ses productions, Teenage Wedding, est récompensée la même année par un prix littéraire du PEN club international.

## Publications
- (en) Absolute Disaster: Fiction from Los Angeles, Santa Monica Review Press and Dove Books, 1996.
- (en) Sea of Cortez and Other Plays, Sun & Moon, 1999.
- (en) West Coast Plays 21/22, California Theater Council, 1987  (ISBN 978-0-9347-8221-0).
- (en) Best of the West, Padua Hills Press, 1991.
- (en) Los Angeles Under the Influence: 20 LA Writers, Their Influences and their work, Doublewide Press, 2002.
- (en) Aesthetic Resistance and Dis-Interest: Things Which Will Not Allow Themselves to Be Said, Mimesis, 2016.